# El verdugo de Sevilla (película)
El verdugo de Sevilla es una película mexicana de 1942 dirigida por Fernando Soler y protagonizada por el propio Soler y Sara García. Está basada en la obra de teatro del mismo nombre de Pedro Muñoz Seca. Forma parte de una serie de películas mexicanas ambientadas en España de los años cuarenta, como Dos mexicanos en Sevilla (1942).

## Argumento
Un hombre necesita trabajo porque se va a casar y acepta convertirse en verdugo sin conocer realmente sus funciones.

## Reparto
- Fernando Soler como Don Bonifacio Bonilla.
- Sara García como Doña Nieves.
- Domingo Soler como Sansoni.
- Julio Villarreal como Talmilla.
- Miguel Arenas como Sinapismo.
- Consuelo Guerrero de Luna como Madame Perrin (como C. Guerrero de Luna).
- Francisco Jambrina como Don Ismaelito.
- José Morcillo como Frasquito.
- José Pidal como Tresolls.
- Florencio Castelló como Pedro Luis.
- Clifford Carr como Mr. Koles.
- José Ortiz de Zárate como Valenzuela.
- Andrés Novo como Don Rosendo.
- María Jordan como Rosario.
- Aurora Segura como Presentita.
- Manolo Noriega como Presidente de la audiencia.
- José Luis Menéndez como Rosendito.
- Ricardo Montalbán como Jacobito (como Ricardo Montalvan).
- Dolores Jiménez como Modesta.
- Francisco Valera como Riverita (como Francisco de Valera).
- Roberto Cañedo como Empleado de hotel (no acreditado).
- Salvador Quiroz como Juez (no acreditado).